# NGC 2282
NGC 2282 is een reflectienevel in het sterrenbeeld Eenhoorn. Het hemelobject werd op 3 maart 1886 ontdekt door de Amerikaanse astronoom Edward Emerson Barnard.

## Synoniemen
- IC 2172
- CED 87